# Huși

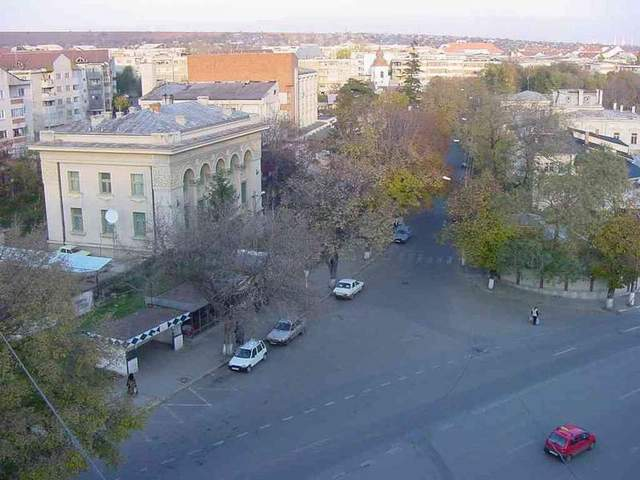
Huși

Huși ([huʃʲ]; Ausspracheⓘ), deutsch Hussburg, ist eine Stadt in Rumänien im Kreis Vaslui.

## Geographische Lage
Die Stadt liegt im Osten des Landes auf einer Höhe von 120 Metern an der Grenze zur Republik Moldau. Der Grenzfluss Pruth zu Moldau liegt 9 Kilometer östlich. An das Eisenbahnnetz ist die Stadt über die Strecke Iași–Galați angeschlossen.

## Geschichte
Der Ort ist wahrscheinlich als eine Kolonie der Hussiten gegründet worden.
Von historischer Bedeutung ist der Frieden vom Pruth, den Peter der Große hier am 23. Juli 1711 unterzeichnen  musste, nachdem seine Truppen zuvor in der Nähe der Stadt von den Türken eingeschlossen worden waren.
Im Jahre 1900 betrug die Bevölkerung 15.404 Einwohner, von denen ein Viertel Juden waren.
Huși ist der Geburtsort des Malers Ștefan Dimitrescu.
Die Stadt Huși ist Bischofssitz des gleichnamigen Bistums (Episcopia Hușilor) der rumänisch-orthodoxen Kirche.

## Söhne und Töchter der Stadt
- Alexandru Ioan Cuza (1820–1873), erster Fürst von Rumänien
- Henry Moskowitz (1880–1936), Bürgerrechtler
- Nicolae Malaxa (1884–1965), Unternehmer
- Ștefan Dimitrescu (1886–1933), Maler
- Elias Diaconide (1891–1945), Soziologe, Romanist und Rumänist, NS-Opfer
- Mihai Romilă (1950–2020), Fußballspieler
- Maria Răducanu (* 1967), Sängerin
- Vasile Buhăescu (* 1988), Fußballspieler
- Cristina Grigoraș (* 1990), Ruderin